# Conferenza di Madrid
La conferenza di Madrid è stata ospitata dal governo della Spagna, e co-sponsorizzata da Stati Uniti e URSS.  È stata convocata per il 30 ottobre 1991, ed ha avuto una durata di tre giorni. È stato un primo tentativo da parte della comunità internazionale di avviare un processo di pace attraverso negoziati riguardanti Israele ed i palestinesi, nonché i paesi arabi compresi Siria, Libano e Giordania.

## La conferenza
La delegazione palestinese, a causa delle obiezioni israeliane, è stata inizialmente parte della delegazione giordana, e consisteva di palestinesi dalla Cisgiordania e striscia di Gaza, senza aprire ad associazioni dell'OLP.
Lo scopo della conferenza era quello di servire come un forum di apertura del dialogo per i partecipanti, e non aveva alcun potere di imporre soluzioni o accordi di veto. Essa ha inaugurato i negoziati bilaterali e multilaterali coinvolgenti la comunità internazionale in merito al conflitto israelo-palestinese.
I primi colloqui bilaterali tra Israele ed i suoi vicini (tranne l'Egitto) sono stati finalizzati al raggiungimento di trattati di pace tra i tre Stati arabi ed Israele, mentre i negoziati con i palestinesi si sono basati su una formula di due fasi: la prima consistente nella negoziazione di una modalità ad interim di autogoverno, seguita da negoziati sullo status permanente (questa formula è stata essenzialmente ripresa negli accordi di Oslo).
I negoziati multilaterali, che hanno preso il via a Mosca il 28 gennaio 1992, si sono svolti in cinque sedi separate, ciascuna incentrata su un tema - l'acqua, l'ambiente, il controllo degli armamenti, i rifugiati e lo sviluppo economico. Successivamente sono stati tenuti, fino al novembre 1993, in città di tutto il mondo, tra cui alcune capitali europee e del Vicino Oriente.
In un primo momento, Israele ha rifiutato di prendere parte alle riunioni in quanto in esse erano presenti palestinesi esterni alle rappresentanze di Cisgiordania e Gaza. Siria e Libano hanno rifiutato di prendere parte a riunioni multilaterali fintanto che non vi fossero stati progressi concreti sul piano bilaterale.
I negoziati tra Israele e la Giordania hanno portato infine a un trattato di pace, firmato nel 1994.